# Claudicación intermitente
La claudicación intermitente es el síntoma más característico de la patología arterioesclerótica periférica. Se trata de un dolor en los grupos musculares distales debido a una obstrucción arterial crónica, generalmente en miembros inferiores, y que se desencadena por el ejercicio y desaparece en reposo. Por obligar a la persona que lo padece a detenerse durante la marcha y la desaparición subsecuente de la sintomatología, se ha denominado a la arteriopatia periférica, el síndrome o enfermedad del escaparate: estos pacientes caminarían deteniéndose a mirar los escaparates cada cierto tiempo, obligados por el dolor. En Argentina se le conoce como el "síndrome del mirador de vidrieras".